# IPad Air (第1世代)
iPad Air（アイパッドエアー）は、Appleが開発、販売していたタブレット型コンピュータで、iPad Airシリーズとしては第1世代にあたる機種。発売当初はiPadの第5世代モデルとしてニュースやWebサイトで扱われていた。

## 概要
2013年10月22日（米国時間）にiPad Airの第1世代として発表された。同年の11月1日に日本や米国、欧州、中国などで発売を開始した。
従来モデルよりも薄く軽いのが特徴で、従来比28%軽量化し、20%薄型化、24%小型化している。CPUはiPhone 5sと同様にApple A7を搭載しているが、周波数はiPhone 5sの1.3GHzから1.4GHzへとクロックアップが施されている。また、A7を搭載したことによりこの世代から64ビットアーキテクチャにも対応したほか、モーションコプロセッサーのM7も搭載している。
Wi-Fiは従来モデルと同様に802.11a/b/g/n対応だが、2本のアンテナを内蔵しMIMOに対応、802.11nでの接続時は最大300Mbpsと高速化される。LTEも広範囲な周波数帯に対応し、当初はWi-Fi+Cellularモデルは1種類のみ発売されていたが、中国向けのTD-LTEに対応した事によって、その対応の違いで世界的に2種類のWi-Fi+Cellularモデルが発売されている。日本国内では従来通りソフトバンクとauが対応キャリアとなり、ソフトバンクは前世代で対応していた2.1GHz帯と1.7GHz帯に加えて2014年以降開始予定の900MHz帯に、auは前世代で対応していた2.1GHz帯に加えてN800MHz帯に対応している。iPad (第4世代)までmicro SIMだったものが、この世代よりnano SIMになった。
当初はNTTドコモでのWi-Fi+Cellularモデルの取り扱いが無かったが、iPad mini (第2世代)と同様に2014年6月からの取り扱いが決定した。
2024年10月現在、iOS 12でのサポートが続いている。なお、iOS 12のサポートはiPadOS 13に対応しない機種にのみサポート中。

## iPadモデルの変遷
（横スクロールできる画像です）